# Леопольдия
Леопольдия (лат. Leopoldia) — род многолетних травянистых луковичных растений подсемейства Пролесковые семейства Спаржевые.
Род назван в честь великого герцога Тосканы Леопольда II, содействовавшего в организации ботанического музея Флоренции.

## Ботаническое описание
Луковичные растения. Листья широкие, в приземном пучке. Соцветия кистевидные, на верхушке цветы бесплодные, обычно окрашены ярче плодущих. Плод в виде трёхгранной коробочки.

## Виды
Род Leopoldia на конец 2014 года включает 13 видов:
- Leopoldia bicolor — Ливан, Израиль, Палестина, Египет.
- Leopoldia caucasica — Леопольдия кавказская — Закавказье, Иран, Туркменистан, Ирак, Турция.
- Leopoldia comosa — Леопольдия хохолковая — широкий ареал от Канарских островов и Центральной Европы до Ирана, включая Крым и степи Причерноморья. Популярное декоративное растение, выведены культурные сорта. Блюда из его маринованных луковиц входят в традиционную кухню Италии, Греции, Ирана.
- Leopoldia cycladica — эндемик Киклад.
- Leopoldia eburnea — южные районы Израиля и Египет.
- Leopoldia ghouschtchiensis — эндемик Ирана, описан в 2011 году.
- Leopoldia gussonei — Сицилия и южные районы Апеннинского полуострова.
- Leopoldia longipes — Леопольдия длинная — Восточное Закавказье, Турция, Иран, Ирак, Ливан, Израиль, Египет (Синайский полуостров).
- Leopoldia maritima — Ливия, Тунис, Алжир, Марокко.
- Leopoldia spreitzenhoferi — эндемик Крита.
- Leopoldia tenuiflora — Леопольдия тонкоцветковая — широкий ареал от южный районов Германии до Ирана и Саудовской Аравии.
- Leopoldia tijtijensis — эндемик Ирана, описан в 2012 году.
- Leopoldia weissii — южные острова Эгейского моря и прилегающие районы Турции.

Ранее виды рода Leopoldia включались в род Muscari.

## Галерея

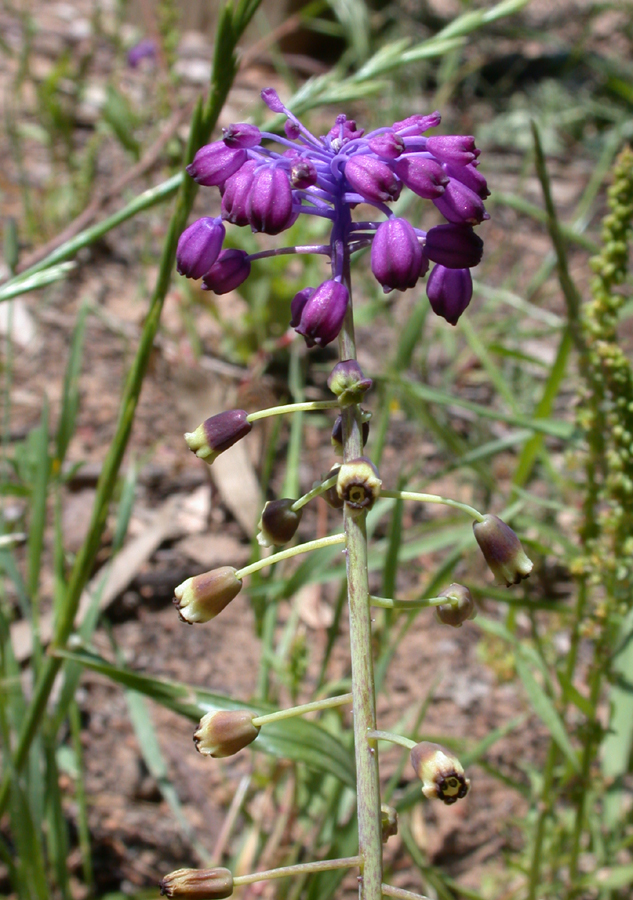
Leopoldia bicolor, Израиль
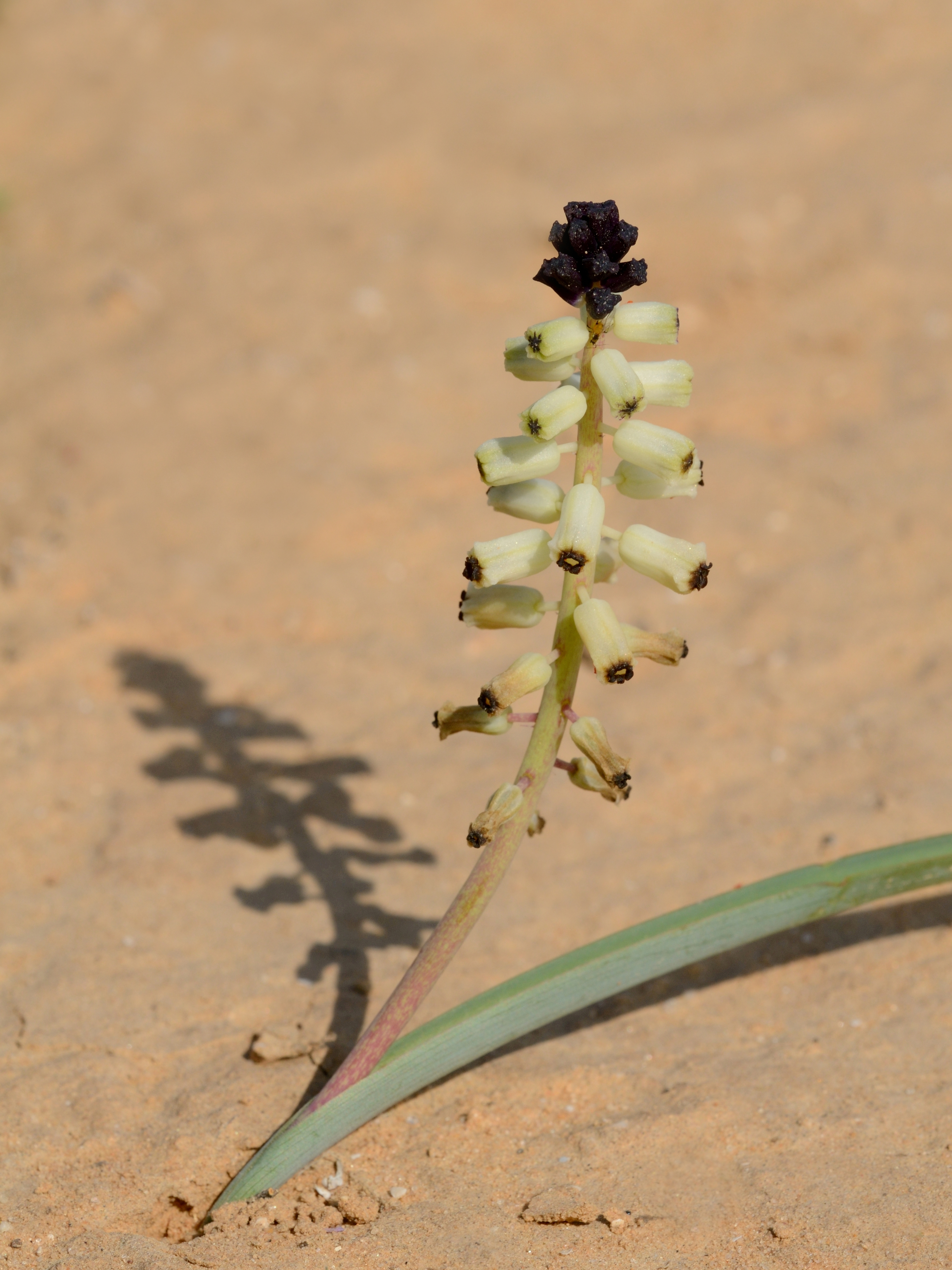
Leopoldia eburnea, пустыня Негев
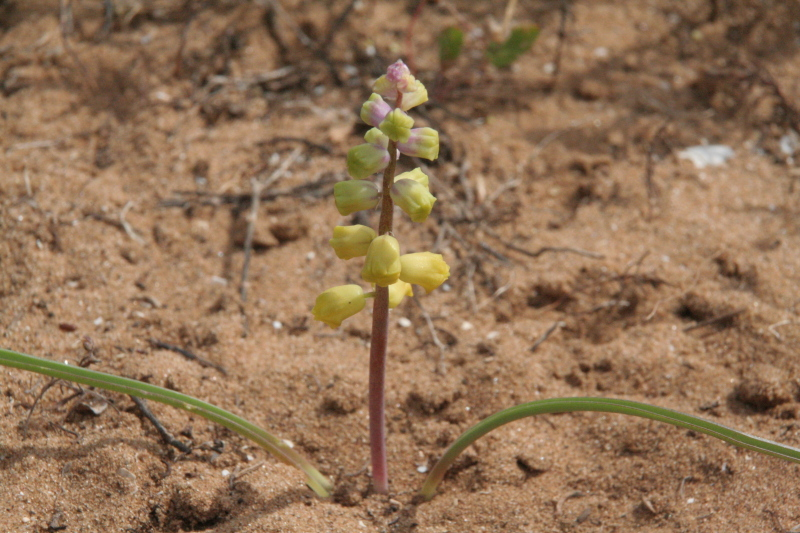
Leopoldia gussonei, Сицилия
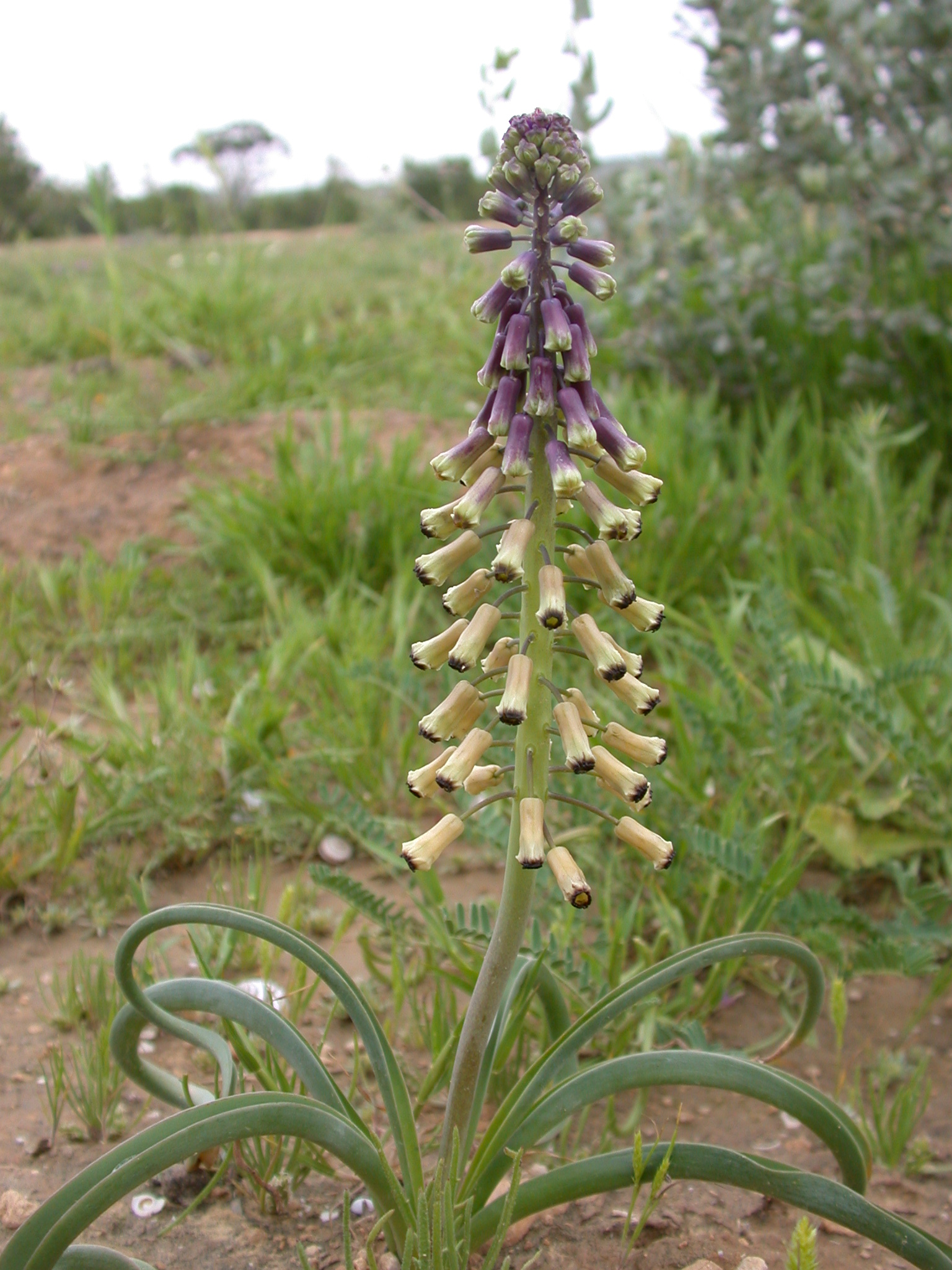
Leopoldia longipes, пустыня Негев
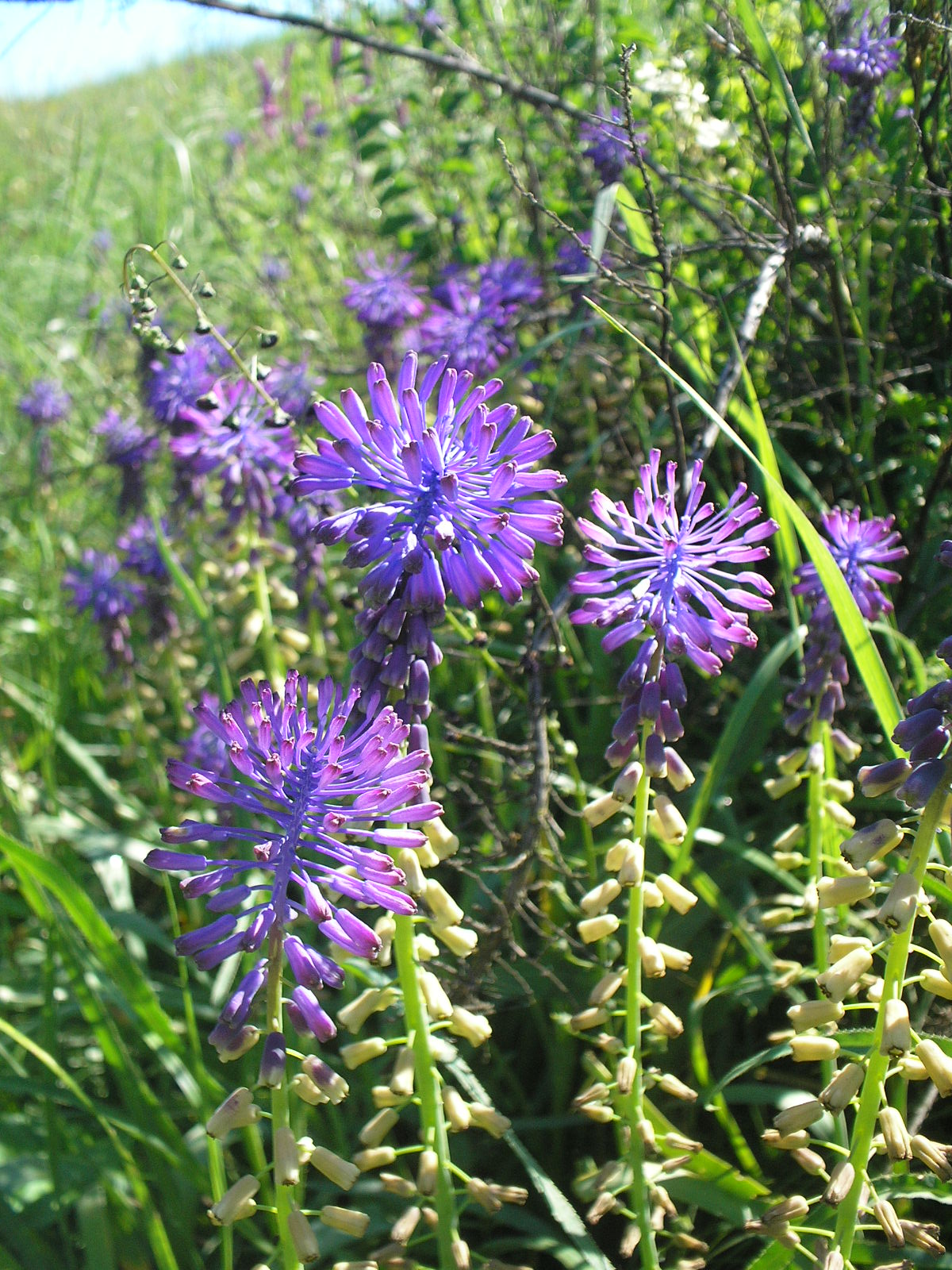
Leopoldia tenuiflora, Кировоградская область, Украина